# Сетепорте (Кротоне)
Сетепорте је насеље у Италији у округу Кротоне, региону Калабрија.
Према процени из 2011. у насељу је живело 103 становника. Насеље се налази на надморској висини од 32 м.